# Trichonephila turneri
Trichonephila turneri is een spinnensoort uit de familie van de wielwebspinnen (Araneidae).
De wetenschappelijke naam van de soort werd in 1833 als Nephila turneri gepubliceerd door John Blackwall.